# Новоужвинівка
Новоужви́нівка —  село в Україні, у Дворічанській селищній громаді Куп'янського району Харківської області. Населення становить 33 осіб. До 2020 орган місцевого самоврядування — Колодязненська сільська рада.

## Географія
Село Новоужвинівка знаходиться на правому березі річки Верхня Дворічна, вище за течією село Григорівка, нижче за течією за 2 км - село Колодязне, на протилежному березі село Обухівка. До села примикає невеликий лісовий масив урочище Хуторянський ліс (ясен).

## Історія
1850 — дата заснування.
7 (20) листопада 1917 року, відповідно до.Третього Універсалу Української Центральної Ради, увійшло до складу Української Народної Республіки.
12 червня 2020 року, відповідно до Розпорядження Кабінету Міністрів України  № 725-р «Про визначення адміністративних центрів та затвердження територій територіальних громад Харківської області», увійшло до складу Дворічанської селищної громади.
19 липня 2020 року, в результаті адміністративно - територіальної реформи та ліквідації Дворічанського району, село увійшло до складу Куп'янського району Харківської області.
Село тимчасово окуповане російськими військами 24 лютого 2022 року.

## Економіка
- В селі є молочно-товарна ферма.